# Бегнас (озеро)
Озеро Бегнас (неп. बेगनास ताल) — прісноводне озеро в муніципалітеті Лехнатх району Каскі зони Ґандакі у Непалі. Озеро розміщене на південному сході долини Покхара. Бегнас є другим за розмірами озером долини, після Пхева, а всього у долині є вісім озер. Рівень води озера змінюється сезонно, що залежить від опадів, а також від кількості води, яка використовується для зрошування полів. Також рівень води регулюється дамбою, яка була зведена 1988 року на річці Кхуді-Кхола.

## Економіка
Навколо озера є низка курортів і озеро є популярним серед туристів, які відвідують Покхару. Вода з озера використовується для іригації, також є місця для розведення риби. Також навколо озера трапляються болотисті місцевості, які потроху перетворюються на заливні поля.

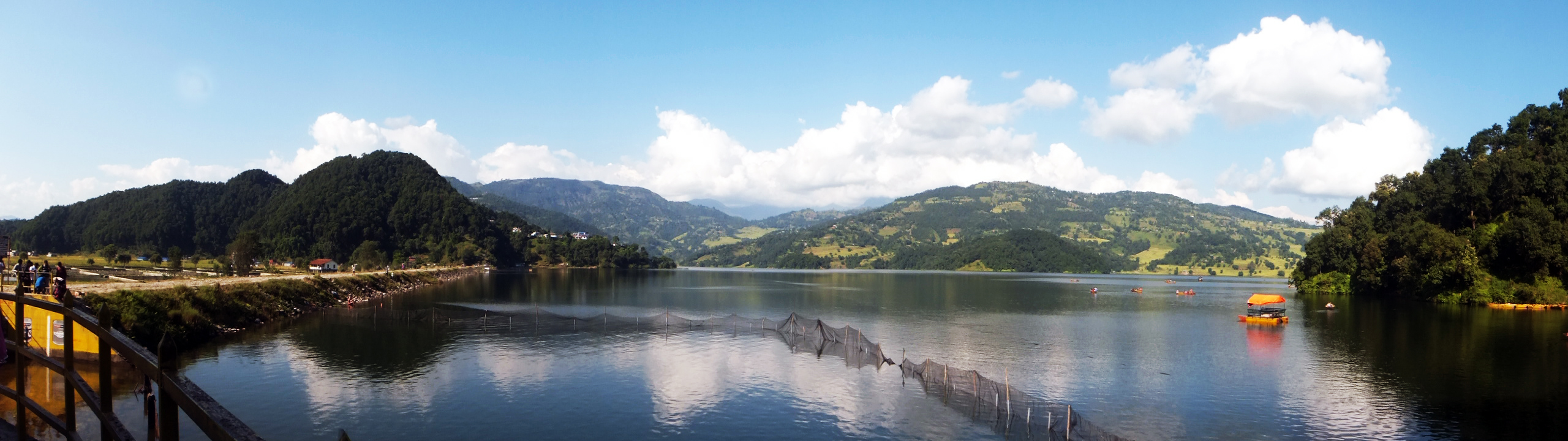
Вид на озеро Бегнас